# Bánh hoa mai nhân khóm Tắc Cậu
Bánh hoa mai nhân khóm Tắc Cậu hay ngắn gọn là bánh hoa mai khóm là loại bánh có hình một bông hoa mai với phần nhân là mứt khóm Tắc Cậu. Đây là đặc sản của tỉnh Kiên Giang.